# Кэри, Гарри
Га́рри Кэ́ри-ста́рший (англ. Harry Carey Sr.; 16 января 1878, Нью-Йорк, Нью-Йорк — 21 сентября 1947, Брентвуд, Калифорния) — американский актёр кино, отец известного актёра Гарри Кэри-младшего.

## Биография
Генри ДеУитт Кэри-второй (настоящее имя актёра) родился 16 января 1878 года в Нью-Йорке. Отец — Генри ДеУитт Кэри, известный адвокат и судья Верховного суда Нью-Йорка, мать — Элла Дж. Ладлам.
Кэри-младший успел побывать ковбоем, железнодорожным супер-интендантом, юристом (некоторое время учился в Нью-Йоркском университете) и писателем-драматургом, но в возрасте 31 года впервые снялся в кино и остался в кинематографе на всю жизнь. В 1911 году друг Кэри, Генри Вольтхолл, познакомил его с известным режиссёром Дэвидом Гриффитом, Кэри и Гриффит плодотворно сотрудничали после этого много лет.
Гарри Кэри успешно перешёл из эры немого кино в век звукового, в 1940 году номинировался на «Оскар» в категории «Лучший актёр второго плана» за роль в фильме «Мистер Смит едет в Вашингтон», но не выиграл награды.
Гарри Кэри был женат дважды или даже трижды, но достоверная информация есть только о его последнем браке: с актрисой Олайв Кэри, с 1920 года и до самой смерти актёра в 1947 году. От этого брака у пары родилась дочь Элена и сын Гарри Кэри-младший, как и отец ставший известным актёром.
Гарри Кэри скончался 21 сентября 1947 года от сочетания рака лёгкого, хронической обструктивной болезни лёгких и коронарного тромбоза. Похоронен актёр на кладбище Вудлон в семейном мавзолее.
В 1960 году Гарри Кэри получил звезду на Аллее славы Голливуда (1521, Вайн-стрит). В 1976 году актёр был включён в Зал великих актёров вестернов Национального музея наследия ковбоев и вестернов в Оклахома-Сити. В 1991 году Гарри Кэри удостоился награды «Золотой ботинок».

## Избранная фильмография

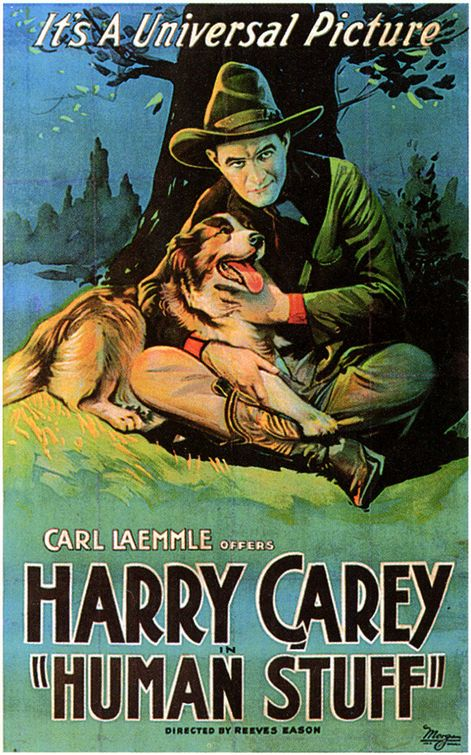
На постере фильма Human Stuff

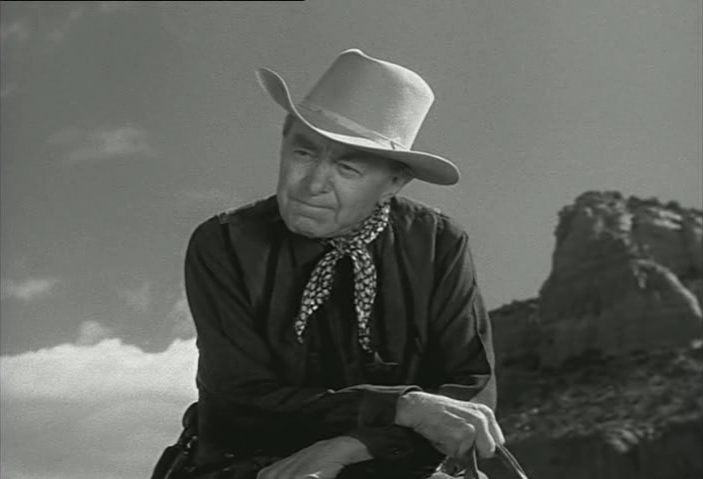
В фильме Ангел и злодей

С полной фильмографией актёра можно ознакомиться в статье Фильмография Гарри Кэри
За свою кино-карьеру длиной 38 лет Гарри Кэри снялся в 270 фильмах (около половины из них — короткометражные), в 1913—1925 годах стал сценаристом к 20 лентам, в 1914—1920 годах — продюсером 9 картин, а в 1914—1916 годах стал режиссёром четырёх фильмов.
- 1912 — Невидимый враг / An Unseen Enemy — вор
- 1912 — Друзья[англ.] / Friends — Боб Кайн
- 1912 — Любительница румян / The Painted Lady — прогуливающийся на Фестивале мороженого
- 1912 — Мушкетёры аллеи Пиг / The Musketeers of Pig Alley — Snapper’s Sidekick
- 1913 — Битва за Элдербуш-Галч[англ.] / The Battle at Elderbush Gulch
- 1914 — Юдифь из Бетулии / Judith of Bethulia — предатель-ассириец
- 1917 — Против Бродвея / Bucking Broadway — Гарри Шайенн
- 1918 — Дикие женщины / Wild Women — Гарри Шайенн
- 1919 — Оружие джентльмена[англ.] / A Gun Fightin' Gentleman — Гарри Шайенн
- 1921 — Дороги отчаяния / Desperate Trails — Барт Карсон
- 1924 — Пылающие сороковые[англ.] / The Flaming Forties — Билл Джонс
- 1931 — Торговец Хорн / Trader Horn — Алоизиус «Торговец» Хорн
- 1931 — Исчезающий легион[англ.] / The Vanishing Legion — «Счастливчик» Кардиган, нефтедобытчик
- 1932 — Последний из могикан[англ.] / The Last of the Mohicans — Натаниэль Бампо
- 1935 — Варварское побережье[англ.] / Barbary Coast — Джед Слокам
- 1936 — Узник острова акул / The Prisoner of Shark Island — комендант тюрьмы Форт-Джефферсон
- 1936 — Отвага — второе имя Керри[англ.] / Valiant Is the Word for Carrie — Фил Йонн, адвокат
- 1937 — Кид Галахад / Kid Galahad — Силвер Джексон
- 1937 — Загубленные в море[англ.] / Souls at Sea — капитан «Уильяма Брауна»
- 1938 — Ты и я / You and Me — Джером Моррис
- 1938 — Воздушный гигант[англ.] / Sky Giant — полковник Корнелий Стоктон
- 1939 — Мистер Смит едет в Вашингтон / Mr. Smith Goes to Washington — Президент Сената[англ.] США
- 1940 — Завтра и послезавтра[англ.] / Beyond Tomorrow — Джордж Мелтон, инженер
- 1940 — Они знали, что хотели[англ.] / They Knew What They Wanted — доктор
- 1941 — Ковбой с холмов / The Shepherd of the Hills — Дэниэль Хоуитт
- 1941 — Парашютный батальон[англ.] / Parachute Battalion — мастер-сержант Билл «Грозовой фронт» Ричардс
- 1941 — Закат[англ.] / Sundown — Дьюи
- 1941 — Среди живущих / Among the Living — доктор Бен Сондерс
- 1942 — Негодяи / The Spoilers — Эл Декстри
- 1943 — Военно-воздушные силы / Air Force — мастер-сержант Роберт Уайт, бортинженер и командир экипажа
- 1943 — Счастливая земля[англ.] / Happy Land — Грэмп
- 1944 — Великий момент[англ.] / The Great Moment — профессор Джон Уоррен
- 1946 — Дуэль под солнцем / Duel in the Sun — Лем Смут
- 1947 — Ангел и злодей[англ.] / Angel and the Badman — шериф Уистфул Макклинток
- 1947 — Море травы / The Sea of Grass — Док Дж. Рейд
- 1948 — Красная река / Red River — мистер Мелвилл[4]
- 1948 — Так дорого моему сердцу[англ.] / So Dear to My Heart — главный судья на окружной выставке[4]